# Ford RS200
Der Ford RS200 ist ein zweisitziges Sportcoupé des europäischen Zweigs der Ford Motor Company.

## Allgemeines
Der Ford RS200 war ausschließlich für den Einsatz im Rallyesport in der damaligen Gruppe B konzipiert worden und wies daher die dafür typischen Merkmale wie einen Allradantrieb und einen Mittelmotor auf. Für die Homologation in der Gruppe B musste lediglich eine Serie von 200 Fahrzeugen produziert werden.
Der RS200 wurde ab 1983 entwickelt, nachdem das auf dem Escort der dritten Baureihe basierende Projekt RS1700T (mit Hinterradantrieb) vorzeitig wegen befürchteter Erfolglosigkeit von Ford abgebrochen wurde. Bis 1985 waren die Teile für alle benötigten 200 Fahrzeuge hergestellt, komplettiert wurden mutmaßlich aber nur 140 bis 146 Autos. Auch deswegen, weil man einen Teil der noch nicht komplett fertiggestellten Fahrzeuge für benötigte Ersatzteile später wieder in ihre Einzelteile zerlegte. Außerdem wurden einige Testfahrzeuge von Ford selbst verschrottet. Heutzutage sind rund 140 Ford RS200 bekannt, die man als genuine (engl. für authentisch) bezeichnet, weil sie von Ford respektive im Ford-Auftrag komplettiert wurden. Darüber hinaus gibt es sogenannte Bitsa cars (bits = engl. für [Ersatz-]Teile), die nachträglich aus Originalteilen mit Ford-Seriennummern entstanden.
Der Name entstand aus der Abkürzung für Rallye Sport und der für die Homologation notwendigen Stückzahl. Die sechs Prototypen des RS200 wurden ebenso wie die restlichen Fahrzeuge bei Reliant in Shonstone gebaut. Das Auto wurde als Straßen- und Rallyeversion ausgeliefert.
Als Ende 1986 mit dem Verkauf des RS200 begonnen wurde, kostete ein Fahrzeug rund 150.000 DM (rund 75.000 Euro). 1989 kostete ein RS200 mit allen möglichen Wunschausstattungen um die 200.000 DM.
Der RS200 bleibt – zusammen mit dem Sierra RS500 und dem Focus RS500 – eines der seltensten Fahrzeuge aus Fords RS-Serie. Daher haben Ford RS200 heute einen Schätzwert von über 150.000 Euro.

## Entwicklung und Homologation
Das Projekt Escort RS1700T wurde 1983 nach vierjähriger Entwicklungszeit eingestellt. Das Konzept eines Fahrzeugs mit Frontmotor und Hinterradantrieb war angesichts der Erfolge der Audis mit quattro-Antrieb im Rallyesport überholt, weshalb der RS1700T – obwohl fertig entwickelt – nicht mehr für den Einsatz in der Rallye-Weltmeisterschaft homologiert wurde. Ford konzentrierte sich ab 1983 auf die Entwicklung eines Allradfahrzeugs unter maximaler Ausnutzung der durch die Gruppe B gegebenen Möglichkeiten. Die Türen, die Windschutzscheibe und Teile der Dachpartie stammen deshalb vom Ford Sierra. Der Rest des Fahrzeugs ist eine völlig eigenständige Entwicklung, die – mit Ausnahme einiger Einzelteile – mit keinem anderen Fahrzeug von Ford Ähnlichkeiten aufweist.
Weil das Projekt durch die lange Entwicklungszeit des RS1700T bereits erheblich unter Zeitdruck stand, wurde dessen Motor nahezu unverändert übernommen. Der Hubraum des von Cosworth entwickelten BDT-Motors wurde für den Einsatz im RS200 durch Aufbohren der Zylinder minimal erhöht. Es heißt, diese Maßnahme wurde durchgeführt, da die Motoren nach der zweijährigen Lagerung „gereinigt“ werden mussten. Wahrscheinlicher ist jedoch, dass der Hubraum des Motors an das Fahrzeuggewicht angepasst wurde. Das Reglement der Gruppe B sah vor, dass die Fahrzeuge in verschiedenen Hubraumklassen starteten, für die es jeweils ein vorgeschriebenes Mindestgewicht gab. Für Fahrzeuge mit Turboaufladung wurde der Hubraum mit dem Faktor 1,4 multipliziert. Der ursprüngliche Motor des RS1700T mit 1778 Kubikzentimetern hatte einen rechnerischen Hubraum von 2489 Kubikzentimetern und wäre in die Klasse bis 2,5 Liter Hubraum eingestuft worden. Durch die erheblich aufwendigere Technik des Allradantriebs und der Einzelradaufhängung mit doppelten Querlenkern und jeweils zwei Feder-Dämpfer-Einheiten war der RS200 zu schwer für die Klasse bis 2,5 Liter Hubraum. Der Motor mit 1803 Kubikzentimetern und rechnerischen Hubraum von 2524 Kubikzentimetern ermöglichte die Einstufung in die Klasse bis 3,0 Liter Hubraum mit einem Mindestgewicht von 960 Kilogramm. Die Homologation mit der Nummer 280 wurde am 1. Februar 1986 für den „Ford RS 200 (1803.5)“ erteilt.
Bedingt durch den kleinsten Hubraum in der Klasse bis 3,0 Liter, in der für Fahrzeuge mit Turboaufladung Motoren bis 2142,8 Kubikzentimeter möglich waren, fehlte dem RS200 im Vergleich zu anderen Fahrzeugen Motorleistung. Um diesen Nachteil auszugleichen, wurde bei Ford ein „Evolutionsmodell“ des RS200 entwickelt. Der von Brian Hart entwickelte Motor mit 2137 Kubikzentimeter Hubraum reizte das zulässige Maximum in der Klasse bis 3,0 Liter aus, sollte zwischen 330 kW (450 PS) und etwa 480 kW (etwa 650 PS) leisten und ein deutlich höheres Drehmoment als der bisherige Motor von Cosworth haben. Eine noch höhere Leistung wäre durch eine weitere Erhöhung des Ladedrucks möglich gewesen, allerdings nur mit deutlich reduzierter Haltbarkeit der Motoren. Die Evolutionsmodelle hatten ein überarbeitetes Fahrwerk und verbesserte Bremsen. Der für die Saison 1987 geplante Einsatz der „Evolutionsmodelle“ fand wegen der Einstellung der Gruppe B nicht mehr statt.

## Technik

### Motor
Der DOHC-Vierzylindermotor des RS200 mit 16 Ventilen und Turboaufladung wurde ab 1967 von Cosworth als Cosworth BD (Belt driven) entwickelt. Dazu wurde der Kent-Motor von Ford durch Cosworth mit einem Vierventilzylinderkopf mit zwei riemengetriebenen obenliegenden Nockenwellen ausgerüstet. Dieser Motor war ab Werk in den ersten beiden Baureihen des Ford Escort eingebaut. Die RS1600 bzw. RS1800 waren und sind im Renn- und vor allem im Rallyesport sehr erfolgreich.
Der Cosworth-BDT-Motor des RS200 hat 86 mm Bohrung und 77,62 mm Hub, woraus sich ein Hubraum von 1803 Kubikzentimetern ergibt. Der Motor wurde aus dem aufgegebenen Projekt des Escort RS1700T übernommen, hat aber Trockensumpfschmierung und verbesserte Wasser- und Kraftstoffpumpen. Der Auspuffkrümmer ist ein Schweißteil aus hitzebeständigen Stahlrohren.
Der Turbolader des Fahrzeugs stammte von Garrett und war eine Evolution der Modelle T03 und T04.
Die 184 kW (250 PS) des Serienfahrzeugs konnten – in erster Linie durch eine Erhöhung des Ladedrucks – für den Renneinsatz deutlich gesteigert werden. Die Rennversion der Saison 1986 erreichte Leistungen von über 309 kW (420 PS)
Für die Rallye-WM-Saison 1987 sollten 20 Einheiten des RS200 mit BDT-E-Motoren (E für Evolution; mit 2137 cm3 Hubraum) homologiert werden. Der Motor wurde von dem Briten Brian Hart entwickelt und sollte zwischen 330 kW (450 PS) und etwa 480 kW (etwa 650 PS) leisten. Durch das frühe Ende der Gruppe B im internationalen Motorsport wurden diese Motoren dann von Privatfahrern in Rallycross-Rennwagen als sogenannte Ford RS200 E2 eingesetzt, einige weitere Evo-Motoren wurden aber auch in Straßenfahrzeugen verbaut.

### Getriebe und Übersetzung

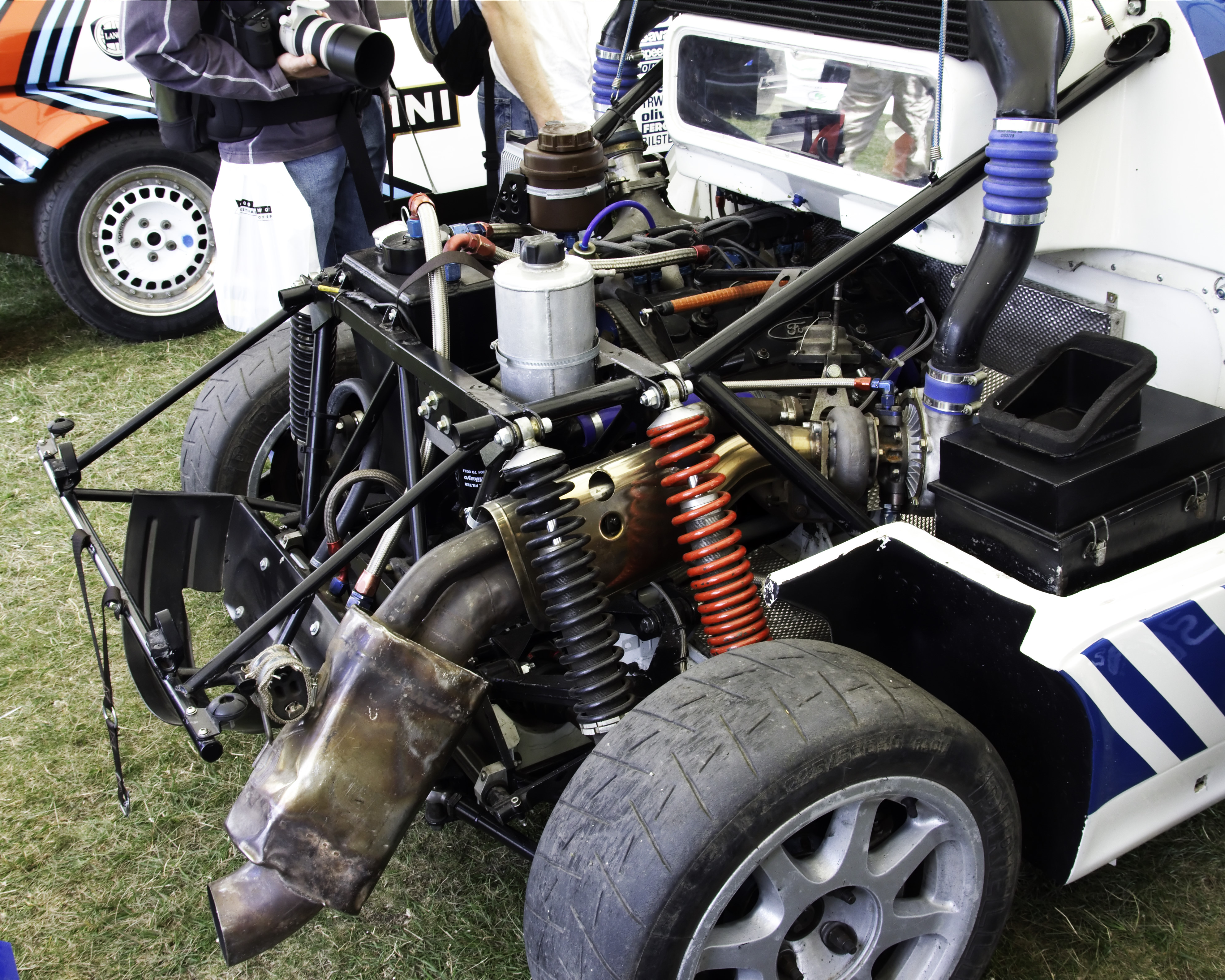

Das Fahrzeug hat drei Selbstsperrdifferentiale von Ferguson, um die vier Räder anzutreiben. Eines wurde als Mitteldifferential nahe dem Fünfganggetriebe eingebaut, die anderen zwei waren an den Achsen angebracht. Das Mitteldifferential verteilte die Leistung auf griffigem Untergrund zu 37 % auf die Vorderachse und 63 % an die Hinterachse. In den für den Rallyesport vorbereiteten Fahrzeugen kann das Mitteldifferential über einen Handhebel im Cockpit ganz gesperrt werden, um auf glatten Oberflächen die Kraftverteilung von der Haftung der Räder abhängig zu machen.
Die 16-Zoll-Räder sind aus Aluminium und wurden mit den ersten Pirelli-Reifen der Spezifikation P700 225/50 VR 16 bestückt.

### Aufhängung und Bremsen
Die Bremsen waren innenbelüftete Scheibenbremsen mit 285 mm Durchmesser und Aluminium-Sätteln mit vier Kolben. Es gab keinen Bremskraftverstärker. Die Räder waren an breiten Dreiecksquerlenkern mit Doppeldämpfern aufgehängt, die für doppelte Schraubenfedern vorbereitet waren, obwohl nur einfache Federn benutzt wurden. Die Zahnstangenlenkung war von der des Ford Sierra abgeleitet.

### Karosserie und Interieur
Der RS200 wurde als Links- und Rechtslenker produziert.
Die Karosserie wurde vom italienischen Designbüro Ghia in Zusammenarbeit mit der Ford-Motorsport-Abteilung in Boreham (Essex) entwickelt und bei Reliant gebaut.
Als Chassis diente ein Gitterrahmen, die Hülle war aus glasfaserverstärktem Kunststoff. Die Dachverkleidung und die Türrahmen bestanden aus Kunststoff, der mit einer Mischung aus Glas-, Kohlenstoff- und Aramidfasern verstärkt war. Um Gewicht zu sparen, wurde PMMA für die seitlichen und hinteren Fenster verwendet.
Da das Reglement der Gruppe B zwingend die Herleitung der Karosserie von einem Serienauto vorschrieb und verlangte, dass Windschutzscheibe, Dachpartie zwischen A- und B-Säule sowie die Türen in Form und Material von einem Serienmodell stammen mussten, wurden diese Teile vom Sierra benutzt. Im Rahmen von Evolutionsmodellen konnte das Material frei gewählt werden, deswegen wurden letztere später auf eine neue Konstruktion aus Faserverbundstoffen umgestellt.
Der doppelwandige Treibstofftank aus Aluminium befand sich hinter den Sitzen.
Die Straßenversion enthielt Sitze von Sparco in wahlweise Rot oder Schwarz, Fußmatten und Türverkleidungen sowie ein mit Leder bezogenes Escort XR3i-Lenkrad. Teile des Armaturenbretts, insbesondere Schalter und Lüftungsdüsen, wurden vom Ford Fiesta ’84 übernommen, das Design orientierte sich zudem an den Instrumententrägern des Escort und Sierra aus den 1980er Jahren. Die Straßenversion war ausschließlich in den Farben Weiß und Blau und sowohl als Rechts- als auch als Linkslenker erhältlich.

## Motorsport

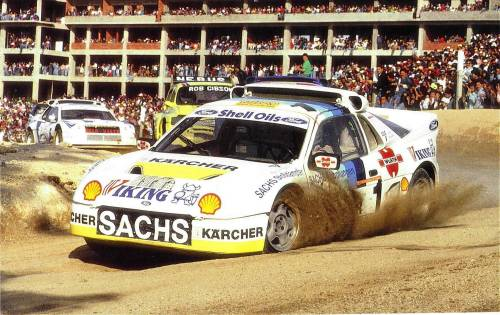
Ford RS200 E2 mit über 475 kW (646 PS) im Rallycross-Einsatz

In der Rallye-Weltmeisterschaft debütierte der RS200 im Jahre 1984 und fand mit dem Peugeot 205 Turbo 16, dem Lancia Delta S4, dem ARG MG Metro 6R4 und dem Audi Sport quattro S1 zumindest ebenbürtige Gegner. Im Rahmen der Gruppe B waren immer stärkere Motoren für die Fahrzeuge möglich, mit Leistungen von bis zu 378 kW (500 PS). Das Wettrüsten um die Führungsposition in dieser Gruppe motivierte selbst Ferrari, mit dem GTO einen Neuanfang im Rallyesport zu versuchen.
Doch die hohen Geschwindigkeiten machten den Sport weitaus gefährlicher als zuvor. In den Jahren 1985 und 1986 kam es zu einer Reihe schwerer Unfälle mit Todesopfern. Betroffen war auch der RS200, als bei der Rallye Portugal des Jahres 1986 der Portugiese Joaquím Santos mit seinem Wagen von der Strecke abkam. Dieser Unfall tötete drei Zuschauer und verletzte weitere 33. Auch der Schweizer Formel-1-Pilot Marc Surer hatte 1986 bei der Hessen-Rallye in Deutschland einen schweren Unfall mit einem Ford RS200, bei dem sein Beifahrer Michel Wyder getötet wurde. Da bei der Rallye Korsika desselben Jahres der Lancia-Fahrer Henri Toivonen und sein Beifahrer Sergio Cresto verunglückt und in den Flammen ihres Lancia Delta S4 verbrannt waren, entschied die FIA zum Ende der Saison 1986, in der Rallye-WM die Gruppe-B-Fahrzeuge zu verbieten. Dies war das Aus für den RS200 und seine Konkurrenten. Das beste Resultat eines RS200 war der dritte Platz des Schweden Kalle Grundel bei der Rallye Schweden 1986.
Ab 1987 richtete sich die Aufmerksamkeit auf die Fahrzeuge der neuen Gruppe A, deren Homologation 5000 Serienfahrzeuge erfordert. Somit waren alle Hersteller gezwungen, Rallyefahrzeuge wieder aus in größeren Stückzahlen gebauten Serienmodellen abzuleiten.
In anderen Motorsportarten wurde der RS200 jedoch auch weiterhin eingesetzt und insbesondere in der Rallycross-Europameisterschaft konnte er von Anfang 1987 bis Ende 1992 Rennfahrern zu weiteren Erfolgen verhelfen. In den letzten Jahren werden die Fahrzeuge nur noch selten im Sporteinsatz bewegt, hauptsächlich bei Bergrennen (wie beim Pikes Peak International Hill Climb) oder bei nationalen Rallycross-Rennen in Großbritannien und Irland.

## Technische Daten
| Ford RS200 – Straßenversion | Ford RS200 – Straßenversion |
| Motor                       | Motor |
| --------------------------- | --- |
| Bauart:                     | 4-Zylinder-Turbo-Reihenmotor |
| Typ:                        | Cosworth BDT |
| Einbaulage:                 | längs, Mittelmotor |
| Ventile pro Zylinder:       | 4 |
| Ventilsteuerung:            | DOHC; zwei obenliegende Nockenwellen, Zahnriemen, Tassenstößel                                                                                              |
| Hubraum:                    | 1803 cm³ |
| Leistung:                   | 184 kW (250 PS) |
| bei:                        | 6500 min−1 |
| Drehmoment:                 | 292 Nm |
| bei:                        | 4500 min−1 |
| Leistungsgewicht:           | 4,4 kg/PS |
| Motorsteuerung:             | Bosch Motronic |
| Sonstiges:                  | Trockensumpfschmierung, Ölkühler, Garrett-Abgasturbolader                                                                                                   |
| Kraftübertragung            | |
| Antrieb:                    | Allradantrieb |
| Getriebe:                   | Manuelles Fünfgang-Schaltgetriebe |
| Fahrwerk                    | |
| Vorne/Hinten:               | Untere und obere Dreiecksquerlenker mit Stabilisatoren und jeweils zwei Feder-Dämpfer-Einheiten                                                             |
| Bremsen                     | |
| Vorne/Hinten:               | 4-Kolben-Festsattelbremse, innenbelüftete Bremsscheiben mit einem Durchmesser von 285 mm, kein Bremskraftverstärker                                         |
| Räder/Reifen                | |
| Vorne/Hinten:               | Pirelli P700 in der Dimension 225/50 R 16 auf 8×16 Zoll großen Leichtmetallfelgen                                                                           |
| Messwerte                   | |
| 0–100 km/h:                 | ca. 5,0 s |
| Höchstgeschwindigkeit:      | 237 km/h |
| Besonderheiten              | |
| Besonderheit:               | Der RS200 ist ein Hochleistungssportwagen, der auf Grundlage des Gruppe-B-Reglements als reines Homologationsfahrzeug für den Rallyesport entwickelt wurde. |
| Neupreis:                   | ca. 150.000 bis 200.000 DM |